# 向里祐香
向里 祐香（こうり ゆうか、1990年〈平成2年〉9月24日 - ）は、日本の女優。東京都中野区出身。office MUGI所属。旧芸名は向里 憂香（読み同じ）。かつてはスターダストプロモーション、アノレに所属していた。

## 人物
- 趣味は油絵、プールで泳ぐこと、カラオケ、映画鑑賞。
- 特技は韓国語、ダンス、三味線[3]。
- ドラマ『SHOGUN 将軍』で共演した穂志もえかとは友人関係[4]。

## 受賞歴
・釜山国際映画祭2023 マリ・クレール アジアスターアワード　FACE OF ASIA賞　受賞（福田村事件）

## 出演作品

### テレビドラマ
- 家族の裏事情 第4話（2013年11月15日、フジテレビ）
- 植物男子ベランダー 第7話（2014年6月25日、NHK BSプレミアム）
- 痛快TV スカッとジャパン（フジテレビ）
  - 第22回（2015年6月8日）
  - 第131回（2018年6月18日）
  - 第137回（2018年8月20日）
- 連続テレビ小説 まれ 第69話・第71話（2015年6月17日・19日、NHK） - アパレル店員 役
- いつかこの恋を思い出してきっと泣いてしまう 第3話（2016年2月1日、フジテレビ）
- そして、誰もいなくなった 第2話・第4話（2016年7月24日・8月7日、日本テレビ）
- 水曜ミステリー9 金沢のコロンボ 第3作（2016年8月17日、テレビ東京） - 西牧里佳子 役
- 連続ドラマW（WOWOW）
  - 賢者の愛 第3話・第4話（2016年9月3日 - 10日） - 女 役
  - コールドケース 〜真実の扉〜2（2018年10月13日 - 12月15日）
- 相棒 Season 16 第1話・第2話（2017年10月18日・25日、テレビ朝日） - 平井加世子 役
- 月曜名作劇場 新・浅見光彦シリーズ 第2作（2018年2月26日、TBS） - 正法寺美也子 役
- バカボンのパパよりバカなパパ 第1話（2018年6月30日、NHK）
- 神ノ牙-JINGA-（2018年10月4日 - 12月28日、TOKYO MX） - ヒロイン 魔戒法師・楓沙 役
- 祝! 春日、結婚します!（2019年1月14日 - 2月2日）
- 名探偵・明智小五郎 第2夜（2019年3月31日、テレビ朝日） - 澤井早苗 役
- まだ結婚できない男 第4話（2019年10月29日、関西テレビ） - ESTEBAN GINZAの店員A 役
- ゆるキャン△ （テレビ東京） - 菊川昴 役
  - ゆるキャン△ 第8話（2020年2月28日）
  - ゆるキャン△スペシャル（2021年3月29日）
- 石子と羽男-そんなコトで訴えます?- 第6話（2022年8月19日、TBS） - 熊切恵 役
- イチケイのカラス スペシャル（2023年1月14日、フジテレビ） - 木内真菜 役[6]
- わたしの夫は-あの娘の恋人-（2023年1月15日 - 4月2日、テレビ大阪・BSテレビ東京） - 井澤由紀 役[7]
- 名探偵だった俺が転生したら赤ちゃんだった件（2023年2月19日、中京テレビ） - 園崎さん 役
- その結婚、正気ですか?（2023年8月7日 - 9月25日、TOKYO MX1） - 及川恵 役[8]
- インターホンが鳴るとき（2023年10月12日 - 12月14日、テレビ大阪） - 木村恵美 役[9]
- 下剋上球児 第5話・第6話（2023年11月12日・19日、TBS） - 蓮見 役[10]
- 約束 〜16年目の真実〜（2024年4月11日 - 6月13日、読売テレビ・日本テレビ） - 梅崎若菜 役[11]
- 奪われた僕たち（2024年4月12日 - 5月17日、毎日放送） - 須藤玲子 役[12]
- 日本一の最低男 ※私の家族はニセモノだった（2025年1月9日 - 3月20日、フジテレビ） - 小原陽菜 役[13]
- 地獄の果てまで連れていく（2025年1月14日 - 3月25日、TBS） - 樹里亜 / 小宮山真波 役
- 大河ドラマ べらぼう〜蔦重栄華乃夢噺〜 第18回（2025年5月11日、NHK） - 唐丸の母 役[14]

### 配信ドラマ
- SHOGUN 将軍（2024年2月27日 - 4月23日、FXP） - 菊 役
- HEART ATTACK（2025年3月20日、FOD） - 花蓮 役[15]

### 映画
- ストロボ・エッジ（2015年、東宝）
- 花束 feat. LITHIUM FEMME（2015年）
- 恋妻家宮本（2017年、東宝）
- 愛なのに（2022年2月25日、SPOTTED PRODUCTIONS） - 熊本美樹 役[16]
- 福田村事件（2023年9月1日、太秦） - 井草マス 役[17]
- あとがき（2024年3月1日、TeamDylan） - 向田日向 役[18][19]
- 青春ジャック 止められるか、俺たちを2（2024年3月15日、若松プロダクション）[20]
- YOUNG & FINE（2024年、クロックワークス）[21]

### 舞台
- 紅蓮、還る（2013年）
- 0 LIMIT 第4回公演「嬲」（2015年）

### CM
- サムザップ 戦国炎舞 -KIZNA-（2014年）
- 資生堂 「お家で美容レッスン」「なりきりメイク」（2014年）
- ライオン ソフラン アロマリッチ（2014 - 2015年）
- ロッテ キシリトールガム（2014 - 2015年）
- ゼリア新薬 ヘパリーゼW（2014 - 2015年）
- ソニーモバイルコミュニケーションズ Smart Watch 3 （2015 - 2016年）
- しまむら CLOSSHI（2015年）
- 日本コカ・コーラ い・ろ・は・す（2015 - 2016年）
- 全労済 声に応えるピットくん＜全労済のお店＞篇（2017年）
- カネボウ リサージ（2017 - 2018年）
- H.I.S. 「ハワイ便座席確保数16万席」篇（2017年）
- エアークローゼット 「私もはじめた」篇（2017年）
- 佐川急便 「最前線には、彼女がいる」篇（2017年）
- 花王 キュキュットクリア除菌（2017年）
- 株式会社Donuts MixChannel（2017年）
- キャセイパシフィック航空 「香港観光誘致キャンペーン」（2018年）
- ベルジャポン（販売元は伊藤ハム） ベルキューブ（2019年 - ）
- 味の素 鍋キューブ（2019年 - ）
- TEPCO速報「家族になる篇」（2020年）
- 富士電機「優しい雷神」篇（2024年 - ） - 風神 役 ※斎藤工と共演[22]
- UNIQLO「エアリズム」「LifeとWear／親友篇」（2025年）
- JR東海「#東京ゾクゾク」「夜景」篇（2025年）[23]

### PV
- 少女時代 DIVINE（2014年、EMI Records）
- 般若 覚えてる（2021年、やっちゃったエンタープライズ）

### ゲーム
- 携帯アプリ「ブレイジング オデッセイ」 - ブレオデ